# Coussarea micrococca
Coussarea micrococca är en måreväxtart som beskrevs av Cornelis Eliza Bertus Bremekamp. Coussarea micrococca ingår i släktet Coussarea och familjen måreväxter. Inga underarter finns listade i Catalogue of Life.